# Yo, Tituba, la bruja negra de Salem
Moi, Tituba, Sorcière…Noire de Salem es una novela francesa de Maryse Condé publicada en el año 1986, se tradujo al español como Yo, Tituba, la bruja negra de Salem, y fue ganadora del Gran Premio de Francia de literatura femenina.
La novela fue traducida por primera vez al español en 2022 por Martha Asunción Alonso y publicada con el título anterior. Aunque está relacionada con los juicios de brujas de Salem, la novela de Conde es una obra de ficción.

## Argumento
En la novela, Tituba es  representada como birracial. Nacida en Barbados de una joven africana esclavizada que fue violada por un marinero inglés. La madre de Tituba es ahorcada tras defenderse de las insinuaciones sexuales de su esclavizador blanco. Tituba es expulsada de la plantación y se convierte en una cimarrona, sin esclavizador, pero sin poder conectar con la sociedad. Crece viviendo con una vieja herbolaria espiritual llamada Mama Yaya, y aprendiendo los métodos de curación tradicionales. Se enamora y se casa con un hombre esclavizado, John Indian, dispuesto a volver a la esclavitud en su nombre.
Poco después, Tituba y John Indian son vendidos a Samuel Parris, el clérigo puritano conocido históricamente por haber provocado los Juicios de Brujas de Salem. Parris lleva a Tituba y a John Indian a Boston y luego al pueblo de Salem, donde Tituba es acusada de brujería y arrestada. Tituba es arrojada a una celda con Hester Prynne, la heroína de la novela de Nathaniel Hawthorne La letra escarlata, que está embarazada.
Tituba sobrevive a los juicios confesando y es vendida como sirvienta a un comerciante judío, Benjamin Cohen d'Azevedo. Cuida de Benjamin y de sus nueve hijos hasta que los puritanos incendian la casa y matan a todos los niños. Él decide liberarla y la envía de vuelta a Barbados.
Al principio, Tituba se queda con un grupo de cimarrones y se acuesta con su líder, Christopher, que sueña con la inmortalidad. Regresa a la cabaña en la que había vivido con Mama Yaya y trabaja como curandera para los esclavizados de la zona. Los esclavizados le traen a un joven, Iphigene, que creían que iba a morir, pero Tituba lo cuida hasta que recupera la salud. Planea una revuelta contra los dueños de la plantación. La noche anterior a la revuelta, la pareja es arrestada. Ellos y sus seguidores son ahorcados. Tituba e Iphigene se unen al reino de los espíritus, incitando a futuras revueltas siempre que sea posible.

## Recepción
La novela fue ganadora del Gran Premio de Francia de literatura femenina en el año 1986.
Cuando se publicó en inglés, recibió excelentes críticas. El Boston Sunday Globe dijo: "Impresionante... La imaginativa subversión de Maryse Conde de los registros históricos constituye una crítica a la sociedad estadounidense contemporánea y a su arraigado racismo y sexismo".
También se ha analizado en revistas académicas de literatura y se ha asignado con frecuencia como lectura obligatoria en las clases de inglés de las universidades.